# Малий Олімп
Улудаг (тур. Uludağ [uˈɫudaː]; в античності — Малий Олімп, Місійський або Віфінський Олімп) — найзначніша гірська вершина  хребта Улудаг, а також всієї західної частини п-ова Мала Азія. Висота 2543 м над р.м. Розташована безпосередньо на південь від м.  Бурса (до 1326 р. — Прусса). Гора Улудаг - це найвища гора в регіоні Мармурового моря. Її високий пік Kartaltepe становить 2543 м.
Високі плато на півночі : Sarıalan, Kirazlıyayla, Kadıyayla і Sobra. У середньовіччі була відома як місце усамітнення православних візантійських ченців, через що турки, які захопили її, довгий час називали гору «Кешиш-даг» (букв. «чернеча гора»).
Високі плато на півночі : Sarıalan, Kirazlıyayla, Kadıyayla і Sobra. Нині відома як найбільший гірськолижний курорт в Західній Туреччині. Навколо гори створений національний парк Улудаг.
На схилах гори у 1974-1989, існувала копальня та комбінат з видобутку та збагачення вольфрамової руди. Підприємство було закрито через високу собівартість продукції.
До вершини прокладено канатну дорогу — Канатна дорога Бурса-Улудаг.

## Історія
Геродот згадує про страшного вепра, який водився на Місійському Олімпі. Під час полювання на нього загинув син лідійського царя Креза.
Перші відлюдники почали селитися в печерах гори ще за часів Діоклетіана. Відомий був "Поліхроніон", ігуменом якого в IX столітті був Мефодій Моравський. Іншим відомим подвижником гори Малий Олімп був Платон Студит (VIII століття), ім'я якого пов'язане з монастирями або скитами "Сімволех" ("Символів") і "Сакудіон" (грец. Σακκουδίων). Чернець Платон привертає до подвигу на горі свого родича, який увійшов в історію під іменем Федора Студита. Ігуменом одного з монастирів на Олімпі в першій половині X століття був просвітитель алан Євтимій. Також з горою Малий Олімп пов'язана діяльність Іоанникія Великого.

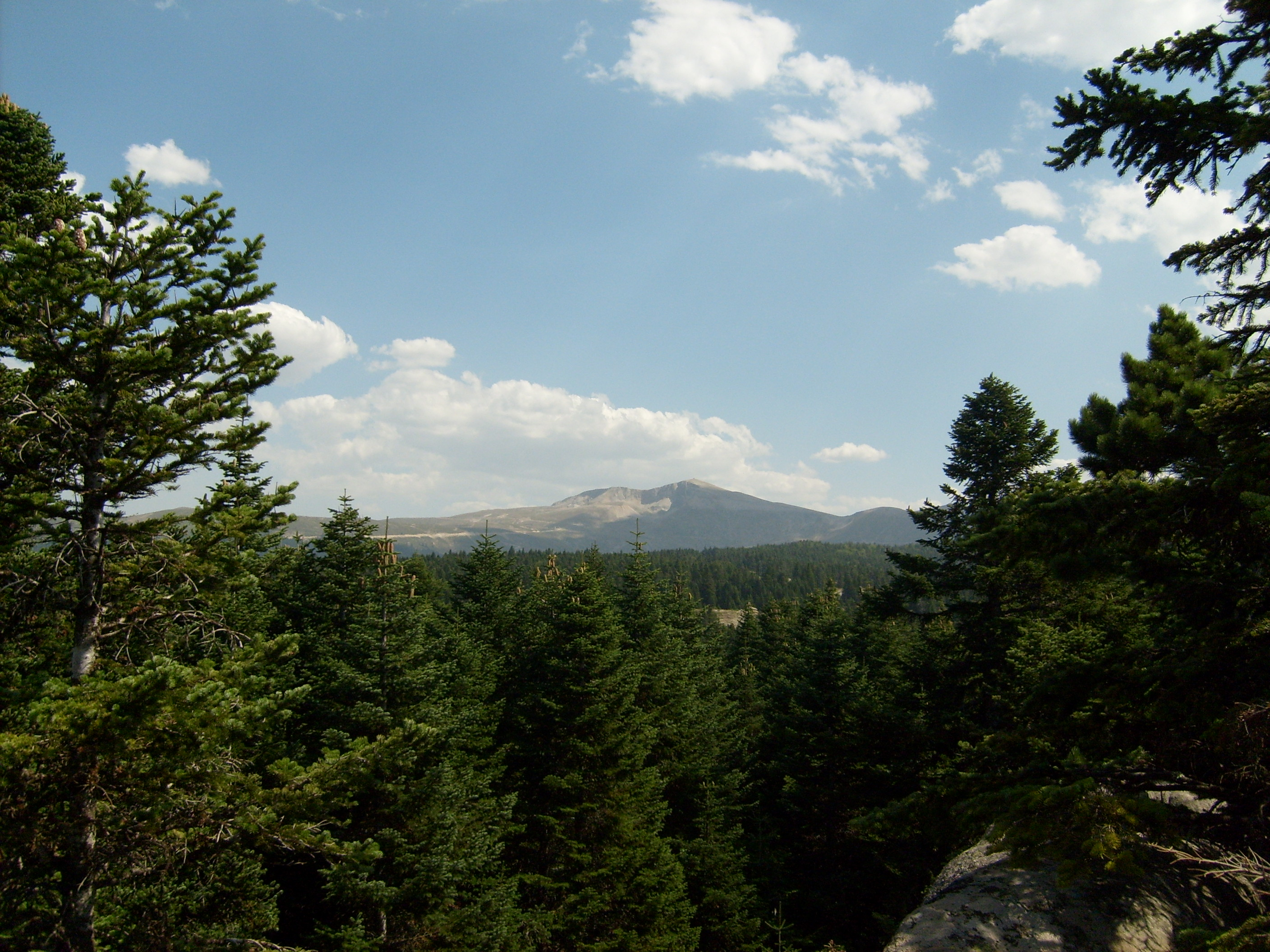

## Клімат і рослинність
Високогірний клімат. Залежно від висоти температура знижується. З точки зору статистичних даних, 144,7 днів в році є морозними, підходять для катання на лижах, а період -  з кінця березня по грудень. 
- Від 350 м: лавр, оливкові, ялівець, горіх, верес, сосна, чагарники.
- 350-700 м: каштан, в'яз, бук, суничне дерево, полуниця, жовтий дуб, глід, кизил, оливкові, осика, модрина, лавр.
- 700-1000 м: каштан, бук, дуб, осика, модрина, кизил, глід, мушмула.
- Від 1000-1050: буковий ліс.
- 1500-2100 м від: Улудазька ялина, ялівець звичайний можжевельник, лохина, мучниця, шипшина, оленячий чортополох, верба, модрина, бук, граб, осика, чебрець, мускус, цикорій, весняна зірка, дикі яблуні.

## Тварини
В національному Улудазькому парку водяться ведмеді, вовки, лисиці, білки, кролики, тхори, змії, дикі кабани, грифи, гірські орли, дятли, сови, голуби, гірські солов'ї та інші. Ендеміками є гриф-ягнятник, аполлон .

## Ресурси Інтернету
- Вікісховище має мультимедійні дані за темою: Малий Олімп

## Виноски
1. ↑  Türkeikarte der Geographischen Fakultät der Universität Ankara. Архів оригіналу за 13 липня 2014. Процитовано 8 квітня 2014.